# Колтек, Харм
Харм Колтек-младший (нидерл. Harm Kolthek Jr.) — нидерландский профсоюзный и политический деятель либертарно-социалистического и анархо-синдикалистского толка. Печатник и журналист по профессии, Колтек с 1907 по 1913 год возглавлял синдикалистскую федерацию профсоюзов — Национальный секретариат труда. Позже он основал Социалистическую партию, иногда называемую «партией Колтека»:15, и представлял её в Палате представителей Нидерландов с 1918 по 1922 год.

## Биография
Колтек родился в 1872 году в деревне Вестербрук, в семье фабричного рабочего Харма Колтека-старшего. С возрасте двадцати лет он приобщился к социалистическому движению после убийства его знакомого (брата будущей супруги) гусарами, которые нанесли тому при подавлении рабочего восстания в Саппемере травмы, от которых он скончался.
В 1907 году Колтек стал секретарём Национального секретариата труда, переживавшего финансовые проблемы из-за недопоступлений взносов. Под руководством Колтека трудности были преодолены, и членство в профобъединении утроилось. Во время Первой мировой войны Колтек работал во Франции в качестве военного корреспондента газеты De Telegraaf. присутствовал на учредительном конгрессе интернационала анархо-синдикалистских профсоюзов Международная ассоциация трудящихся.
В 1918 году Колтек был избран руководителем политического крыла Национального секретариата труда — Социалистической партии. В том же году он был избран от неё в парламент, став таким образом вторым депутатом-анархистом в голландской истории после Фердинанда Домелы Ньивенхёйса из Социал-демократической лиги. Он объединил свои силы с Вилли Крёйтом из Лиги христианских социалистов, но их сотрудничество длилось недолго. А его партия после успеха на первых для себя выборах быстро растеряла свою популярность и была поглощена Революционной социалистической федерацией Хенка Сневлита.
В 1925 году Колтек переехал в Гронинген, город близ своей родной деревни, по медицинским показаниям: у него было заболевание глаз и ему потребовалось лечение, которое могли предоставить в городской больнице. Он вернулся в (местную) политику в 1931 году, будучи избранным в муниципальный совет Гронингена от основанной им Партии прав и свобод (нидерл. Recht en Vrijheid), стремившейся установить коллективную собственность на землю. И в 1935, и в 1939 году партия получила пять мест в местном совете. Смерть Колтека в 1946 году означала конец этой партии.